# Genreanalys
Genreanalys är en metod som används inom retorikanalys för att studera samband och mönster i kommunikation. Det finns flera anledningar till att använda genreanalys som analysmetod. Till exempel för att bidra till teoribildningen om en viss typ av tal, för att hjälpa talare som ska hålla en viss typ av tal eller för att analysera tal.

## Genre
Genre (latin genus, ”typ”, ”klass”) är ett begrepp som använts länge. Aristoteles delade i sin bok Retoriken in tal i tre genrer – genus deliberativum, genus judiciale och genus demonstrativum – baserat på talarens uppgift, publikens uppgift och tid. Idag används flera parametrar för att dela upp tal och texter i genrer. Karlyn Kohrs Campbell och Kathleen Hall Jamieson menar att indelning i genrer baseras dels på funktion och dels på likhet i innehåll, stil och strategi.

## Retorisk situation
En av de första att använda termen genreanalys var Edwin Black. Han utgår från den retoriska situationen och gör två antaganden. För det första att det finns ett begränsat antal retoriska situationer och för det andra att det finns ett begränsat antal lämpliga svar på dessa situationer. Givet dessa två antaganden menar Black att vi genom att studera gamla tal och undersöka likheter och karaktäriserande drag hos dessa kan hjälpa framtida talare att lättare hitta lämpliga svar i olika retoriska situationer.

## Tre metoder inom genreanalys
Det finns tre metoder inom genreanalys: genrebeskrivning, genretillhörighet och genretillämpning.

### Genrebeskrivning
Genrebeskrivning är en induktiv teori som används för att definiera en ny genre och hitta karaktäriserande drag. För att göra en genrebeskrivning samlas ett stort antal artefakter som kan tänkas tillhöra samma genre in. Dessa undersöks sedan för att hitta likheter som kan sägas vara karaktäriserande drag.

### Genretillhörighet
Genretillhörighet är istället en deduktiv teori som används för att undersöka en enskild artefakt. För att göra en genretillämpning utgår analytikern från en redan etablerad genre och undersöker sedan en enskild artefakt som kan tänkas tillhöra genren för att hitta likheter. Detta för att sedan kunna argumentera för om talet kan sägas tillhöra genren eller inte.

### Genretillämpning
Genretillämpning är en metod väldigt lik genretillhörighet. Enda skillnaden är att det finns ytterligare ett steg där analytikern utifrån de tidigare resultaten gör en kvalitativ bedömning. Analytikern argumenterar alltså för ifall talet är bra eller dåligt i förhållande till hur väl det passar in genren.

### Genre inom tal
Argumenterande,man diskuterar om ett ämne till ena sidans fördel.Informerande,man informerar någon om något,Upplysande,man upplyser någon om något.